# La Gran Guerra Bóer
La Gran Guerra Bóer (en inglés: The Great Boer War) es una obra de no ficción sobre la Segunda guerra bóer, escrito por el británico Arthur Conan Doyle y publicado por primera vez en 1900, por la editorial Smith, Elder & Co. Al finalizar la guerra en 1902, el libro había sido publicado en 16 ediciones, constantemente revisados por Doyle.
La Introducción describe el libro como:

Un reporte muy complementario, que incluye las cantidades de bajas y heridos hasta el 8 de septiembre, cuando dejó Sudáfrica. Este reporte se compiló con tanta exactitud como lo era posible hasta esa fecha, y con tantos detalles como un solo volumen lo permite. Tras frecuentes conversaciones con los bóeres, Conan Doyle se ha esforzado por mantener sus puntos de vista sobre asuntos políticos y militares. A menudo, las únicas fuentes a las que tuvo que acudir fueron a los oficiales y a los hombres convalecientes que estaban bajo su cuidado, por lo que pudo haberse introducido ciertos errores. Las últimas escenas de la Guerra de los bóeres, han sido tratados de manera necesaria, con menos detalles que desde el comienzo de esta.

El libro fue terminado en septiembre de 1900, en un momento cuando el autor británico creyó que la guerra estaba finalizando. Sin embargo, la guerra continuó hasta 1902.

## Lista de capítulos[2]
- Capítulo 1: Las naciones bóeres.
- Capítulo 2: La causa del conflicto.
- Capítulo 3: Las negociaciones.
- Capítulo 4: La víspera de la guerra.
- Capítulo 5: Talana Hill.
- Capítulo 6: Elandslaagte y Rietfontein.
- Capítulo 7: La batalla de Ladysmith.
- Capítulo 8: El avance de lord Methuen.
- Capítulo 9: La batalla de Magersfontein.
- Capítulo 10: La batalla de Stormberg.
- Capítulo 11: La batalla de Colenso.
- Capítulo 12: La hora oscura.
- Capítulo 13: El asedio de Ladysmith.
- Capítulo 14: Las operaciones Colesberg.
- Capítulo 15: Spion Kop.
- Capítulo 16: Vaalkranz.
- Capítulo 17: El último avance de Buller.
- Capítulo 18: El asedio y liberación de Kimberley.
- Capítulo 19: Paardeberg.
- Capítulo 20: El avance de Roberts en Bloemfontein.
- Capítulo 21: Efectos estratégicos de la expedición de lord Roberts.
- Capítulo 22: La estadía en Bloemfontein.
- Capítulo 23: La limpieza del Sureste.
- Capítulo 24: El asedio de Mafeking.
- Capítulo 25: La marcha hacia Pretoria.
- Capítulo 26: Operaciones en Diamond Hill-Rundle.
- Capítulo 27: Las líneas de comunicación.
- Capítulo 28: La estadía en Pretoria.
- Capítulo 29: El avance hacia Komatipoort.
- Capítulo 30: La campaña de Wet.
- Capítulo 31: La guerra de guerrillas en el Transvaal: Nooitgedacht.
- Capítulo 32: La segunda invasión de Colonia del Cabo.
- Capítulo 33: Las operaciones del Norte entre enero y abril de 1901.
- Capítulo 34: La campaña de invierno (entre abril y septiembre de 1901).
- Capítulo 35: Las operaciones guerrilleras en Colonia del Cabo.
- Capítulo 36: La campaña de primavera (entre septiembre y diciembre de 1901).
- Capítulo 37: La campaña de enero a abril de 1902.
- Capítulo 38: La campaña de Koos de la Rey de 1902.
- Capítulo 39: El final.